# Ван Хайз, Чарлз
Чарлз Ричард Ван Хайз (англ. Charles Richard Van Hise; 29 мая 1857 — 19 ноября 1918) — американский геолог и прогрессист.

## Биография
Изучал геологию и машиностроение. В начале XX века он был одним из самых уважаемых геологов в США и преподавал в Висконсинском университете, президентом которого состоял с 1903 по 1918 год. 
В 1907 году стал президентом Геологического общества Америки; также работал на правительство с 1909 по 1918 год — в качестве консультанта в Геологической службе США. 
В 1916 году Ван Хайз также стал президентом Американской ассоциации по развитию науки. 
В 1902 году был избран членом Национальной академии наук, в 1905 году — членом Шведской королевской академии наук, в 1909 году — членом Американского философского общества, а в 1911 году — членом Американской академии искусств и наук.
В книге «Концентрация и контроль» утверждал, что производственное объединение наряду с большим злом несёт большие выгоды, поэтому необходимы борьба со злоупотреблениями и отслеживание того, чтобы народ пользовался благами от увеличения, эффективности и кооперации предприятий.

## Сочинения
- Concentration and Control (1912; new edition, 1915)